# E pensare che c'era il pensiero (1995)
E pensare che c'era il pensiero è un album del 1995 di Giorgio Gaber. Il disco è stato registrato dal vivo al teatro Regio di Parma nell'ottobre 1995. Riprende lo stesso nome del disco precedente, con il quale condivide buona parte delle tracce presenti.

## Tracce
Disco 1
1. La sedia da spostare
2. Mi fa male il mondo (prima parte)
3. Questi nostri tempi
4. Isteria amica mia
5. L'equazione
6. Se io sapessi
7. L'abitudine
8. La realtà è un uccello
9. Qualcuno era comunista
10. La chiesa si rinnova
11. Io come persona

Disco 2
1. Un uomo e una donna
2. Sogno in due tempi
3. Canzone della non appartenenza
4. L'America
5. E pensare che c'era il pensiero
6. Quando sarò capace d'amare
7. Destra-Sinistra
8. Mi fa male il mondo (seconda parte)

## Formazione
- Giorgio Gaber - voce
- Claudio De Mattei - basso
- Luca Ravagni - tastiera
- Gianni Martini - chitarra
- Luigi Campoccia - tastiera
- Enrico Spigno - batteria